# لورين لسيسكي
لورين لسيسكي (بالإنجليزية: Lorraine Lisiecki)‏ عالمة مناخ قديم أمريكية، تَعمل كأستاذ مُساعد في قسم علوم الأرض في جامعة كاليفورنيا، وقد اقترحت تحليل جديد لمشكلة 100.000 سنة في آلية ميلانكوفيتش الخاصة بتغير المُناخ، وقد أنشأت نظام تحليلي قبل نظام (LR04)، وهو يِمثل تصور قياسي لتاريخ المُناخ لخمسة ملايين سنة ماضية.

## الجوائز
تَلقت لورين في عام 2008 جائزة سوبارو للمرأة المتميزة في العلوم من جميعة الجيولوجية الأمريكية.